# El Parrot
El Parrot   (Mollerussa, valor desconegut - Lleida, 7 de novembre de 1846) o també Lo Parrot, sobrenom de Jaume Banqué Bas, veí de Mollerussa i alcalde de la localitat l'any 1846. Banqué és tristament cèlebre en tant que bandoler, i fou empresonat i afusellat a Lleida. Segons la llegenda, lo Parrot s'amagava als passadissos subterranis que creuaven la Mollerussa antiga o emmurallada.

## Història
Jaume Banqué era veí de Mollerussa, el propietari de l'hostal, l'alcalde del municipi, sometent en cap i bandoler. Aquestes condicions el van situar com una persona molt influent i rica. El fet de ser el propietari de l'hostal de Mollerussa (que usava com a tapadora), el feia sabedor de totes les diligències que passaven per la vila i per tota la comarca. Per altra banda, el fet de ser el batlle de la vila el feia estar al cas de totes les transaccions que es produïen i de disposar de singulars contactes i finalment el fet de ser sometent en cap li servia per tindre contactes i per poder fer de les seves com a bandoler, més fàcilment.
Jaume Banqué disposava d'una gran influència tant a la província com a la capital. Tenia contactes tant amb generals de l'exèrcit, governadors civils, així com amb polítics. Per altra banda, sabia guanyar-se a la gent i la seva paraula era convincent, era capaç d'aconseguir salvar un criminal del qual el poble finalment considerava la condemna com una injustícia. N'hi havia prou que ell defensés algú, per tal que les autoritats civils i militars creguessin que es tractava d'un home de bé culpat injustament.

## Els Bandolers
Les virtuts, influències i consideració de Banqué per part de la gent li van permetre estructurar un escamot de bandolers format per pagesos i jornalers de la comarca dels quals es coneix que eren almenys 28 a causa de les seves detencions, i per bé que en alguns casos aquests van morir intentant fugir en d'altres van ser jutjats i afusellats. Quan lo Parrot fou detingut, la premsa de Madrid el considerava el cap de diferents partides de bandolers que, amb una organització admirable, tenia infestat el país. El bandoler més destacat després del Parrot era Antoni Tarragó, conegut com a Margalef o Masclet, mà dreta del Parrot i capitost dels bandolers.

### La sospita
Si bé hi havia una gran consideració per la figura de Jaume Banqué, la població no acabava de veure clara la progressió que va fer la seva fortuna, amb compres de finques any rere any i l'ús dels diners sense miraments. La rumorologia deia que la riquesa de Banqué era fruit dels robatoris i assalts que s'havien produït a comerciants, venedors, compradors i a diligències i carruatges.

### La fi del Parrot
Els problemes pel Parrot i el seu escamot sorgiren quan un dia la diligència-correu que duia a un exdiputat de les Corts de Barcelona, en Francesc Perpiñà, va ser assaltada i ell segrestat. El govern de Madrid va considerar aquest fet inadmissible i va donar carta blanca perquè s'acabés amb aquesta banda. La captura i posterior ajusticiament del Parrot beneficià l'empresa Germans Girona, Clavé i cia., propietaris de la línia de diligències entre Barcelona i Madrid.

## El Gegant
El gegant del Parrot va ser creat l'any 1985 per l'escultor i veí de Mollerussa Pepito Isanda, qui també elaborà el gegant de la Marieta "la Palla" i altres figures com Lo Marraco (1944) cedit a Lleida, la mula guita Gipeta (1986) i la Cuca Fera (1987).

### La restauració
El 2007 el creat de poc Casal Popular l'Arreu, es va encarregar de recuperar dos dels quatre gegants de Mollerussa desapareguts del panorama públic des de feia anys, Lo Parrot i la Marieta "la Palla". Quan els van trobar estaven en un estat d'abandó greu per part de les institucions, i fou necessària una important restauració per part de voluntaris del Casal Popular l'Arreu i el mateix Pepito Isanda. Després d'aquest procés, ambdós gegants es van presentar al correllengua del 2009 amb la restauració feta però sense l'estructura inferior ni la vestimenta, que foren obtinguts després d'una campanya de donacions —que es va allargar fins a la Festa Major de Mollerussa de l'any següent— per finalitzar-ne la recuperació. Ambdós gegants foren presentats en societat completament acabats durant el correllengua del 2010.